# Till Sailer

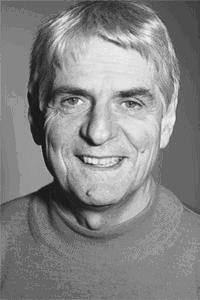
Till Sailer (2014)

Till Sailer (* 21. April 1942 in Weimar) ist ein deutscher Schriftsteller, der Belletristik mit einem Schwerpunkt auf musikalische Themen verfasst.

## Leben
Till Sailer wuchs in Weimar auf und studierte dort an der Hochschule für Musik Franz Liszt. Nach dem Examen war er Orchestermusiker in Cottbus. Von 1968 bis 1979 arbeitete er als Rundfunkjournalist im Kultur- und Bildungsprogramm von Radio DDR II, Berlin, Redaktion Ernste Musik. In dieser Zeit veröffentlichte er biografische Hörspiele zu Mozart und Schubert. Anschließend absolvierte er ein Zusatzstudium am Literaturinstitut „Johannes R. Becher“ in Leipzig. Seit 1980 ist er als freiberuflicher Schriftsteller tätig.
Von 1991 bis 1993 arbeitete Sailer als Sozialarbeiter für Autoren und wirkte in der Geschichtskommission des Verbandes deutscher Schriftsteller (VS) mit. In den Jahren 1997 bis 2001 war er Mitarbeiter für kommunale Kulturplanung in Beeskow. In dieser Zeit übte er die Funktion des Stellvertretenden Bundesvorsitzenden des Verbandes deutscher Schriftsteller aus. Er war von 2012 bis 2018 Vorsitzender des Friedrich-Bödecker-Kreises im Land Brandenburg e.V.
Sailer hatte 2003 die Stelle des Stadtschreibers in Otterndorf inne, wo er u. a. an seinem Brahms-Roman arbeitete. 1982 und 2004 war er Stipendiat im Künstlerhaus Schloss Wiepersdorf.
Till Sailer ist verheiratet und hat zwei erwachsene Töchter. Er lebt in Bad Saarow im Land Brandenburg.

## Preise
- Prix musical de Radio Brno (1978)
- Hörspielpreis der DDR (Autorenpreis der Kritiker, 1984)
- ver.di Literaturpreis (2021)[1]

## Werke
- Hörspiele zu Mozart (1975), Schubert (1978), Paul Robeson (1978), Händel (1983, Co-Autor Hans Bräunlich), Berlioz (1986, nach Arnold Zweig) alle in Musik im Spiel, s. u.
- Nachspiel eines Verhörs, Fernsehspiel zu Hanns Eisler: Fernsehfunk, DDR 1981
- Er singt für uns mit Herz und Mund, Erzählungen zu Bach, Kinderbuchverlag Berlin, 1985
- Meine Musik ist für die Welt, Erzählungen zu Händel, Kinderbuchverlag Berlin, 1985, 1988
- Der Kuckuck im Orchester, Erzählungen zu Haydn, Mozart, Weber u. a., Kinderbuchverlag Berlin, 1989
- Ankunft im Supermarkt – Zur sozialen Situation der Autoren im Land Brandenburg, Studie, Tastomat Eggersdorf 1993
- Stimmen aus Brandenburg (Hg.) Kurzgeschichten, Kiro-Verlag Schwedt, 1994
- Die Biermann-Ausbürgerung und die Schriftsteller. Ein deutsch-deutscher Fall. Veröffentlichung der VS-Geschichtskommission, Hrsg. gemeinsam mit Carsten Gansel, Olav Münzberg, Renate Chotjewitz-Häfner, Andreas Kalckhoff, Verlag Wissenschaft und Politik Köln, 1994, ISBN 3-8046-8815-2.
- Ein Erbe in zwei Händen – Hugo Distler im geteilten Deutschland, Radio-Feature, Ursendung SFB, 1994 (abgedruckt in Hugo Distler in Strausberg, s. u.)
- Kultur in einem wenig gekannten Winkel, Sachbuch, Verlag für Berlin-Brandenburg Potsdam, 1999
- Wie Bach Thomaskantor wurde und andere Geschichten aus dem Leben von Johann Sebastian Bach, Atlantis-Musikbuch-Verlag Zürich, 2000
- Konzert für kleine Hände, Atlantis-Musikbuch-Verlag Zürich, 2001
- Die Wende in Beeskow, Beeskower Heimathefte, Heft 5, Beeskow, 2001
- Wie Händels Messias entstand und andere Geschichten aus dem Leben von Georg Friedrich Händel, Atlantis-Musikbuch-Verlag Zürich, 2002
- König Midas und sein Barbier, Kinderbuch, Illustrationen Gertrud Zucker, Verlag Die Furt, Jacobsdorf, 2002
- Johannes Brahms, Feldeinsamkeit, Essay mit Faksimile, Hermann-Allmers-Gesellschaft Rechtenfleth, 2004
- In Liebe – Ihr Johannes Brahms, Roman, Trafo-Verlag Berlin, 2005, ISBN 3-89626-548-2
- Ein unsichtbares Feuer, Trafo-Verlag Berlin, 2007, ISBN 978-3-89626-683-5
- Hugo Distler in Strausberg, Sachbuch, Trafo-Verlag Berlin, 2008, ISBN 978-3-89626-787-0
- Georg Friedrich Händel, Erzählungen, Taschenbuch Brunnen-Verlag Gießen, 2009
- Bleibe gut Deinem Felix Mendelssohn Bartholdy, Roman, Trafo-Verlag Berlin, 2009, ISBN 978-3-89626-860-0
- Johann Sebastian Bach, Erzählungen, Taschenbuch Brunnen-Verlag Gießen, 2010, ISBN 978-3-7655-4086-8
- Chopin in Polen – Ein Reisebuch, Bild-Text-Band Trafo-Verlag Berlin, 2010, ISBN 978-3-89626-736-8
- Musik im Spiel – Sechs Radiotexte, Hörspiel-Anthologie, Trafo-Verlag Berlin, 2013, ISBN 978-3-86465-021-5
- So groß die Last – Zwölf Kapitel Paul Gerhardt, Roman, Trafo-Verlag, Berlin, 2016, ISBN 978-3-86465-071-0
- Haus mit der Madonna, Roman, Mitteldeutscher Verlag, Halle, 2021, ISBN 978-3-96311-510-3

## Hörspiele
- 1978: Winterreise – Regie: Fritz Göhler (Hörspiel – Rundfunk der DDR)